# Thelotrema alboannuliforme
Thelotrema alboannuliforme är en lavart som beskrevs av Nagarkar, Sethy & Patw. 1987. Thelotrema alboannuliforme ingår i släktet Thelotrema och familjen Thelotremataceae.   Inga underarter finns listade i Catalogue of Life.